# Metroon (Olimpia)
Il Metroon di Olimpia era un piccolo tempio periptero dedicato ad una divinità greca antichissima già da tempo stabilita ad Olimpia: Meter, la madre degli dèi.
Il tempio, con ingresso principale orientato verso sud-est, sorgeva nell'area dell'Altis adiacente alla "Terrazza dei Tesori", alle pendici della collina di Crono.